# 藤生恭子
藤生 恭子（ふじう きょうこ、1979年6月7日 -）は、日本のフリーアナウンサー。ベースボールプランニング代表。兵庫県伊丹市出身。

## 来歴・人物
母親は元NHKアナウンサーの藤生政子。兵庫県から茨城県にある常総学院高等学校に入学。常総学院に進んだのは甲子園大会に出る学校を希望したが当時関西の強豪校の多くが男子校だったためという。しかし常総学院の野球部は特進コースの生徒の入部を認めていなかったためサッカー部でマネージャーを務め、アルプススタンドでの応援を期待していたが藤代高校の全盛時代に当たり常総学院の甲子園出場はならなかった。
1年の浪人の末、駒澤大学経営学部経営学科に進学し、ここでようやく野球部のマネージャーになることができた。卒業後は日刊スポーツ新聞社の編集局記録室に勤務した。
その後は、エフエム岡崎のパーソナリティ・レポーターを経て、2005年に高知ファイティングドッグスの球団職員を務めた。2007年からは、オリックス・バファローズの球団職員として、二軍主催試合のスタジアムアナウンサーを兼務。オリックスに入ったのは、二軍と高知との交流戦の際にアナウンスに注目されたことがきっかけだった。2008年には、アナウンサーの派遣・養成事業を運営する目的で「ベースボールプランニング」を設立するとともに、代表へ就任した。
オリックスのスタジアムアナウンサー時代には、語尾が抜ける皆口裕子風の声色で2010年頃からインターネット上で話題を集めるとともに、来場者数の増加に一役買った。藤生自身は、この話題に関するインタビューを受けた際に、「母に基礎の発声を教えてもらった後に、ほぼ独学で野球のアナウンス技術を身に付けた。高知球団時代のアナウンスは普通だったが、「ただしゃべるだけではプロとして面白くない」という思いから、オリックスへの入団を機に独自の研究で声に特徴を付けた。「“うぐいす嬢っぽくないうぐいす嬢”になることで、お客さんに興味を持ってもらえればいいな、と思ってやっていたので嬉しかった」と述べている。
2012年、13歳年下のオリックス・バファローズ元投手 塚原頌平と結婚。
2015年は、日本フットサルリーグ（Fリーグ）加盟のシュライカー大阪の専属アリーナアナウンサーを務める。
2016年から現在も日本フットボールリーグ流通経済大学ドラゴンズ龍ヶ崎の専属スタジアムアナウンスを担当しており、優勝インタビュアーも務めた。
2018年現在はBASEBALL FIRST LEAGUEの06BULLSの理事も務めているほか、アスリートへのメディアトレーニングをおこなっている。
2018年にアスリートフードマイスターの資格を取得。
同年より、現在もB.LEAGUE2部の西宮ストークスのアリーナアナウンサーをしている。
2020年10月12日放送の『痛快!明石家電視台』に出演し、既に塚原と離婚している事を明かした。
2024年、NPBファームリーグの新規参加球団・くふうハヤテベンチャーズ静岡の場内アナウンスを担当となり、12年ぶりにウグイス嬢に復帰した。

## メディア出演
- 気になるあの人あの話題　(夕刊フジ、2014/12/12）
- カラオケバトル全国NO.1選手権（テレビ東京、2013/5/17）
- 月曜から夜ふかし（日本テレビ、2013/12/30）
- GOGOBAN（ニッポン放送、2014/3/27＆2012/10/）
- 着信御礼!ケータイ大喜利（NHK、2014/5/5）
- SakuっとLa・ら・Ra西宮（さくらFM、2014/6/9）
- WE ARE BP!（さくらFM、2014/9/1）
- 願ってるだけじゃ、はじまらない「lamp」（2014/12/28）
- プロ野球ニューウェーブ 新時代のスーパースターを探せ（NHK BS1、2015/5/21）
- スポーツグラッフィック Number（2015/5/21）
- ぶるぺん[6]　（2016/1/12）
- マツコ会議（2016/10/22）
- よーいドン（2016/12/23）
- 朝生ワイド す・またん!（2017/1/18）
- ごぶごぶ（2018/4/24、2022/3/29）
- 痛快!明石家電視台（2020/10/12）